# Діаграма станів (UML)

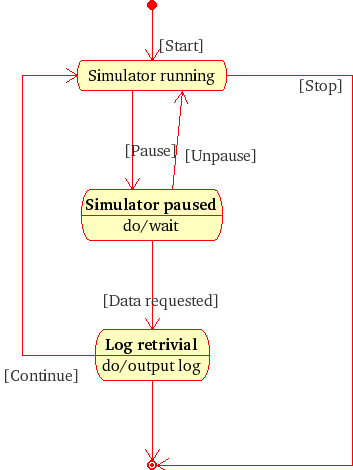

Діаграма станів — діаграма, що визначає зміну станів об'єкту у часі, одна з діаграм моделювання поведінки в UML. Подає об'єкт як автомат з теорії автоматів зі стандартизованими умовними позначеннями.
Елементами діаграми є:
- Коло, що позначає початковий стан.
- Коло з маленьким колом усередині, що позначає кінцевий стан (якщо є).
- Округлений прямокутник, що позначає окремий стан. Верхівка прямокутника містить назву стану, в середині може бути горизонтальна лінія, під якою записуються активності, що відбуваються в даному стані.
- Стрілка, що позначає перехід. Назва події (якщо є), що викликає перехід, відзначається над/під стрілкою. Вартовий вираз може бути доданий перед «/» і укладений у квадратні дужки (назва_події), він означає, що перехід відбувається лише за умови істинності виразу. Якщо при переході відбувається якась активність, то воно додається після «/» (назва події).
- Товста горизонтальна лінія, яка є точкою об'єднання або розгалуження переходів.